# جون جوزيف كونولي
جون جوزيف كونولي (بالإنجليزية: John Joseph Connolly)‏ هو محامي وسياسي كندي، ولد في 31 أكتوبر 1906 في كندا، وتوفي في 25 يوليو 1982. حزبياً، نشط في الحزب الليبرالي الكندي. وقد انتخب عضو مجلس الشيوخ الكندي.